# Maurice G. Dantec
Maurice Georges Dantec (* 13. Juni 1959 in Grenoble; † 25. Juni 2016 in Montreal) war Wahlkanadier und bezeichnete sich selbst als «französischsprachigen nordamerikanischen Schriftsteller».

## Biografie

### Jugend und literarische Anfänge
Maurice George Dantec wuchs in einem kommunistischen Elternhaus auf. Ab 1970 besuchte er das Romain-Rolland Gymnasium von Ivry-sur-Seine, einem „roten“ Vorort von Paris. An dieser Schule lernte er den Erzieher Jean-Bernard Pouy kennen, der ihm die Augen für die Science-Fiction-Literatur der 1970er Jahre und für die Situationistische Internationale öffnete. Nach dem Abitur begann er ein Studium der französischen Literaturwissenschaft, das er abbrach, um die Punkrock-Bands État d'Urgence und Artefact zu gründen. Die musikalischen Abenteuer gingen einher mit einer Anstellung als Redakteur und dauerten bis zum Jahre 1980 an.
Im Jahr 1991 beschloss er während eines Jobs in einer Agentur für Telemarketing, hauptberuflicher Schriftsteller zu werden. Das Ergebnis wurde La Sirène rouge (dt.: Die rote Sirene), sein erster Roman, ein Mittelweg zwischen Romanfeuilleton und Krimi, der den Preis „Trophée 813“ für den besten Kriminalroman gewann. Zwei Jahre später schrieb er seinen zweiten Roman Les Racines du mal (dt.: Die Wurzeln des Bösen, die Übersetzung ins Deutsche steht noch aus), eine Mischung von Science Fiction, Kriminalroman, Thriller und Essay, der ihm 1996 den Grand Prix de l’Imaginaire und den Preis Rosny Aîné einbrachte.
Dantec löste mit seinen provokativen öffentlichen Stellungnahmen vielfache Anfeindungen aus.

### Exil in Québec
In den Jahren 1994 und 1995 reiste er als „Zeitzeuge“ in das ehemalige Jugoslawien. Frankreich erschien ihm zu schwach und Europa als in vollem Zerfall befindlich. Er wollte weg von der Gewalt in den Vorstädten und entschied sich für ein Exil in Montreal. Im Jahr 1998 wanderte er endgültig nach Kanada aus, wo er seinen dritten Roman "Babylon Babies" schrieb, auf dem der Film Babylon A.D. beruht.

### Romancier oder Essayist?
In der autobiografischen Erzählung Le Théâtre des opérations, journal métaphysique et polémique, deren erster Band Manuel de survie en territoire zéro (dt.: Anleitung zum Überleben in der Null-Zone) im Jahr 2000 veröffentlicht wurde, ließ er seinen Überlegungen freien Lauf und stellte sich die Frage über sein Projekt: „Aber was ist das eigentlich, was dieses seltsamem Objekt, das weder Tagebuch, noch Gesellschaftskritik, noch kritische Erzählung, noch philosophische Anklage, noch moralische Sabotage, noch Glaubensbekenntnis und doch ein wenig von all dem gleichzeitig ist, in vielen Parallelen produziert.“ Im Jahr 2001 lieferte Dantec einen zweiten Band mit dem Titel Laboratoire de catastrophe générale (dt.: Laboratorium der allgemeinen Katastrophen), der sich in Tagebuchform präsentiert. Dantec verwendete die Abkürzung „TdO“ für die Reihe „Théâtre des opération“.

### Villa Vortexund der „literarische Virus“
Mit Villa Vortex kam der Autor im Jahr 2003 zurück zur Fiktion, wobei das Projekt „TdO“ seine Spuren hinterlassen hatte. Der Ausdruck seiner Gedanken erschien nun untrennbar verbunden mit seinem Werk der Fiktion, weshalb er Villa Vortex als Abbild der viralen Literatur verbreiten wollte. Eine „virale Literatur“ erachtete er als notwendig, um eine Debatte in Gang zu bringen. Als Dantec 2004 eine E-Mail auf der Web-Site des Bloc Identitaire veröffentlichen ließ, warfen seine Gegner und einige Medien ihm eine Annäherung an den Rechtsextremismus vor. Er selbst präzisierte seinen im Gegensatz zum Block Identitaire befindlichen Standpunkt durch die Parteinahme für Amerika und Israel und betrachtete sich als Zionisten. Der Verlag Gallimard verweigerte die Veröffentlichung des dritten Bandes aus der Reihe TdO mit dem Titel American Black Box. Der Verlag Flammarion bot seine Veröffentlichung an, sofern einige Passagen zensiert würden. Dantec lehnte dies ab und wechselte zum Verlag Albin Michel, der am 25. August 2005 den Science-fiction-Roman Cosmos Incorporated und im Jahr 2006 American Black Box in unzensierter Form veröffentlichte.
Von 2004 bis 2006 schrieb Dantec für die konservative Zeitschrift Égards und das Web-Journal RING wo er sich u. a. für das „Nein“ beim Referendum in Frankreich 2005 zur Europäischen Verfassung aussprach. Im Verlauf von zwei Jahren lieferte er rund 20 Texte für Online-Publikationen und Zeitschriften.
Im Jahr 2006 erschien Grande Jonction als Fortsetzung von Cosmos Incorporated, ein "Western über die Unendlichkeit, Elektrizität, das Ende der Menschheit und der Maschinen" (Sendung "Esprits libres", France 2, September 2006). Der Roman bekam eine sehr gute Resonanz von der Kritik, wie sie Maurice Dantec seit dem Erscheinen von Les racines du mal im Jahr 1996 nicht mehr erhalten hatte. Mit den ersten zwei Bänden dieser Trilogie galt er nicht mehr als Polemiker, sondern wurde wieder als Schriftsteller anerkannt.
Im Herbst 2007 erschien Artefact: machines à écrire 1.0. Dank einer Klausel in seinem Vertrag mit dem Verlag Albin Michel, die besagte, dass der Schriftsteller eine Sammlung von Novellen liefern musste, schreibt Dantec einen "dreifaltigen" Roman, einen "Roman in drei Personen", der drei einzelne Romane enthält: "Jeder der drei Romane hat einen direkten Einfluss auf die anderen, ohne dass er die Folge oder die Wiederaufnahme der Anderen ist."
Als Reflexion über Identität und Andersartigkeit ist Artefact: machines à écrire 1.0 auch und vor allem eine Überlegung über die Rolle des Schriftstellers und seine Beziehung zu seinem eigenen Schöpfungsprozess.
Im Jahr 2009 erschien der Roman Comme le fantôme d'un jazzman dans la station mir en deroute (Wie das Gespenst eines Jazzman in der MIR auf Abwegen) beim Verlag Albin Michel.
Dantec starb am 27. Juni 2016 im Alter von 57 Jahren in Montreal.
Bis heute wurde noch keines der Bücher Dantecs ins Deutsche übersetzt.